# さいたま市立与野南中学校
さいたま市立与野南中学校（さいたましりつ よのみなみちゅうがっこう）は、埼玉県さいたま市中央区大戸二丁目にある公立中学校。1961年（昭和36年）4月に与野市立与野東中学校分校として設立され、1962年（昭和37年）4月に与野市立与野南中学校として分離独立して開校した。現在は1学年は160人程度で、市内では中規模の学校である。

## 教育目標
- 求めて学ぶ
- 自立・共生・創造

1. 新しいものに挑戦する生徒
2. 主体的に行動する生徒
3. 美しい環境を創る生徒
4. 笑顔のさわやかな生徒
5. 思いやりのある生徒

## 学区
さいたま市中央区の大戸、新中里、鈴谷に住む生徒が通う。また、鈴谷地区の生徒の半分は、さいたま市立与野西中学校へ進学する。

## 部活動
生徒は原則いずれかの部活動に所属する事が義務付けられている。
運動部
- 野球
- サッカー
- バスケットボール：過去、全国大会準優勝の経験をもつ。
- バレーボール
- ソフトテニス
- 陸上
- 卓球
- 剣道
- ソフトボール

文化部
- 吹奏楽
- 科学
- 美術
- 音楽
- 文芸

## 著名な卒業生
- 沢田知可子（歌手）
- 三浦貴（元プロ野球選手）